# Vesennie golosa
Vesennie golosa (Весенние голоса) è un film del 1955 diretto da Sergej Gurov e Ėl'dar Aleksandrovič Rjazanov.